# Илланн мак Дунлайнге
Илланн мак Дунлайнге (др.‑ирл. Illann mac Dúnlainge; умер в 527) — король Лейнстера (495—527) из рода Уи Дунлайнге.

## Биография
Илланн был старшим сыном Дунлайнга мак Эндая. В «Трёхчастном житии святого Патрика» сообщается, что ещё при жизни Дунлайнга его сыновья были лично крещены этим «апостолом Ирландии». На основании этого факта Илланн мак Дунлайнге считается первым лейнстерским королём-христианином. После смерти отца Илланн унаследовал принадлежавшие тому владения и власть над Уи Дунлайнге.
Первое упоминание о Илланне мак Дунлайнге в ирландских анналах относится к 10 октября 490 или 492 года, когда он вместе со своим братом Айлилем, Эохайдом Гуйнехом из септа Уи Байррхе и королём Айлеха Муйрхертахом мак Эркой участвовал в сражении при Кенн Лоснада в Мэг Феа (около современного Лохлинбриджа). Противником союзников был король Мунстера Энгус мак Над Фройх. В этом сражении мунстерцы потерпели сокрушительное поражение: их король погиб, а его отсечённая голова была передана в дар Илланну. Жена Энгуса мак Над Фройха, Этне Уатах, дочь короля Уи Хеннселайг Кримтанна мак Эндая, названная в «Хронике скоттов» «ненавистной», также была убита вместе с мужем.
В связи с отсутствием в исторических источниках достаточного числа сведений о истории Лейнстера V—VI веков, существуют затруднения в составлении точно датированной цепи преемственности монархов этого королевства. Согласно средневековым королевским спискам, после гибели Фроэха мак Финдхады в 495 году Илланн мак Дунлайнге взошёл на престол Лейнстера, став первым правителем этого королевства из рода Уи Дунлайнге. Однако в ряде источников, основанных на современных событиям записях, сообщается, что около 500 года лейнстерским королём был Над Буйдб. Хотя этот монарх не упоминается ни в королевских списках, ни в анналах, однако он назван правителем Лейнстера в двух раннесредневековых поэмах. На основании анализа источников о Лейнстере V века историками было сделано предположение, что под влиянием родов Уи Хеннселайг, Уи Дунлайнге и Уи Нейллы, в зависимость от которых к X веку попали монастырские центры летописания Ирландии, сведения средневековых анналов были искажены и в них были внесены данные, благоприятные для представителей этих родов, но частью не соответствовавшие исторической действительности. Таким образом, возможно, что свидетельства источников, созданных ещё до усиления этих родов, могли более точно отражать порядок престолонаследия в раннем Лейнстере. Так как ни в одном из исторических источников не упоминается о взаимоотношениях королей Илланна и Над Буйдба, точно неизвестно, обладал ли каждый из них властью над всем Лейнстером, или правил только частью этого королевства.
Правление Илланна мак Дунлайнге совпало с активизацией военной деятельности членов рода Уи Нейллов, желавших расширить свои владения за счёт земель Лейнстера. Предшественник Илланна, Фроэх мак Финдхада, в 495 году потерпел поражение и погиб в сражении с Эоху мак Кайрпри, после чего Уи Нейллы отторгли от Лейнстера большие территории и основали на землях Тетбы собственное королевство. Ирландские анналы сообщают ещё о нескольких победах Уи Нейллов над лейнстерцами, одержанных во время правления короля Илланна. В сражениях при Слемайне в 497 году и при Кенн Айлбе в 499 или 501 году войска лейнстерцев были разбиты Кайрпре мак Нейллом. В 498 году при Инне Море Илланн мак Дунлайнге сам потерпел поражение от короля Айлеха Муйрхертаха мак Эрки. Затем лейнстерцам в сражениях при Друим Лохмайге в 501 году и при Ард Коранне в 507 году самим удалось одержать победы над Уи Нейллами. В последней из этих битв погиб верховный король Ирландии Лугайд мак Лоэгайри. В 510 году войско Файльге Беррайде, правителя лейнстерского септа Уи Файльги, вторглось на земли Уи Нейллов и при Фрему (около Лох-Оуэла) одержало победу над войском Фиаху мак Нейлла. Однако уже в 516 году Фиаху разгромил Файльге Беррайде в сражении при Друйм Дерге. Эта победа позволила Уи Нейллам захватить восточные области Лейнстера и значительно расширить территорию королевства Миде.
О дальнейшем правлении Илланна мак Дунлайнге ничего неизвестно. Не оставив сыновей, он скончался в 527 году в возрасте ста двадцати лет. Новым правителем Лейнстера стал его брат Айлиль мак Дунлайнге. В позднейших сказаниях о истории Уи Дунлайнге Илланн и Айлиль назывались основателями могущества этого рода.